# Turretot
Turretot – miejscowość i gmina we Francji, w regionie Normandia, w departamencie Sekwana Nadmorska.
Według danych na rok 1990 gminę zamieszkiwało 1178 osób, a gęstość zaludnienia wynosiła 194 osoby/km² (wśród 1421 gmin Górnej Normandii Turretot plasuje się na 182. miejscu pod względem liczby ludności, natomiast pod względem powierzchni na miejscu 607.).